# Сьерра Кабрера, Хосе Луис
Хосе́ Луи́с Сье́рра Кабре́ра (исп. José Luis Sierra Cabrera; 24 июня 1997, Сантьяго, Чили) — чилийский футболист, нападающий.
Хосе — сын футболиста и тренера Хосе Сьерры.

## Клубная карьера
Сьерра — воспитанник клуба «Унион Эспаньола». 27 апреля 2014 года в матче против «Кобресаль» он дебютировал в чилийской Примере. 22 ноября в поединке против «Уачипато» Хосе забил свой первый гол за «Унион Эспаньола».

## Международная карьера
В начале 2015 года Сьерра во второй раз принял участие в молодёжном чемпионате Южной Америки в Уругвае. На турнире он сыграл в матчах против сборных Венесуэлы и Уругвая.
В 2017 года Сьерра в составе молодёжной сборной Чили принял участие в молодёжном чемпионате Южной Америки в Эквадоре. На турнире он сыграл в матчах против команд Колумбии, Парагвая, Эквадора и Бразилии. В поединке против эквадорцев Хосе забил гол.